# Hamilton Street Circuit
Der Hamilton Street Circuit war eine Motorsport-Rennstrecke in Hamilton, Neuseeland. Von 2008 bis 2012 wurde auf dem temporäreren Stadtkurs das Hamilton 400 abgehalten.

## Strecke

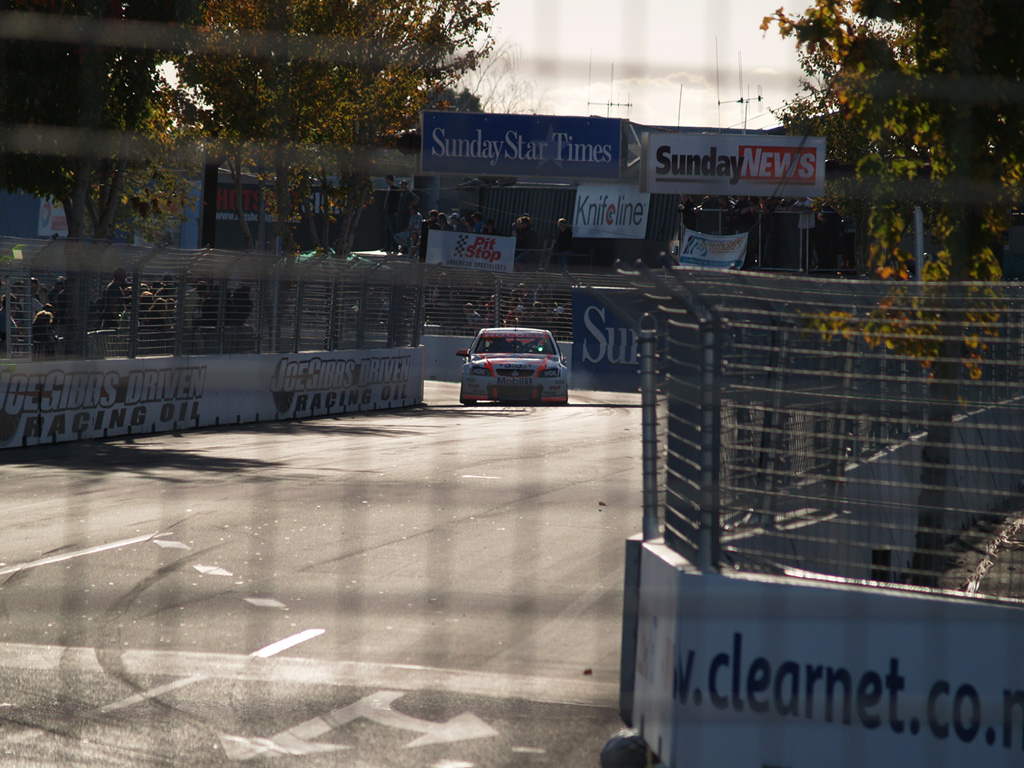
Debüt der V8 Supercars in Hamilton 2008

Die schnelle Strecke war 3,310 km lang und hatte 9 Kurven. Der Kurs war sehr eng, hatte jedoch einige Stellen, die sich für das Überholen gut eigneten.

## Geschichte
2008 debütierte der Kurs mit dem Hamilton 400 als Runde der V8 Supercars Championship. 172.000 Zuschauer besuchten das erste Rennen, welches Garth Tander gewann. 2008 und 2009 startete die Toyota Racing Series im Rahmenprogramm. Nachdem Independent Timber Merchants (ITM) Hauptsponsor des Rennens wurde, wurde es als ITM 400 bezeichnet.
Nach Anwohnerprotesten gegen die Veranstaltung und Bekanntwerden einer negativen Kostenbilanz, wurde am 22. April 2012 das letzte Rennen auf dem Kurs abgehalten.